# Otto Leeser
Otto Leeser (* 7. Januar 1888 in Dülmen; † 9. November 1964 in High Wycombe) war ein deutscher Arzt und Homöopath.

## Leben und Wirken
Otto Leeser studierte Medizin und Pharmakologie an der Friedrich-Wilhelms-Universität Berlin. Sein Staatsexamen legte er 1911 ab, wurde 1912 zum Dr. med. und 1915 zum Dr. phil. promoviert. Danach arbeitete er zunächst als Schiffsarzt, dann als Assistent in der Augenklinik Karlsruhe, später in der Praxis seines Onkels Jakob Leeser in Bonn. 1922 ließ er sich in Frankfurt am Main als homöopathischer Arzt nieder. Von 1929 bis 1933 war er Leiter der Frauenabteilung der internistischen Abteilung des Homöopathischen Aushilfskrankenhauses in Stuttgart. In der Zeit des Nationalsozialismus wurde er 1933 aufgrund seiner jüdischen Abstammung sowohl aus dem Deutschen Zentralverein homöopathischer Ärzte als auch aus der Schriftleitung des „Hippokrates“ ausgeschlossen. 1934 musste Leeser über Holland nach England emigrieren.
In England konnte Otto Leeser, der die britische Staatsangehörigkeit annahm, jedoch nicht als Arzt praktizieren, da ihm die nötige Zulassung fehlte. Er gründete daher ein Laboratorium zur Herstellung homöopathischer Mittel in High Wycombe und lehrte Homöopathie. Zu seinen Schülern zählten Edwin D. W. Tomkins und John Pert.
1949 kehrte er nach Deutschland zurück, um die ärztliche Leitung des Robert-Bosch-Krankenhauses zu übernehmen. Dort wurde er 1955 nach internen Auseinandersetzungen entlassen und ging erneut nach England, wo er 1964 im Alter von 76 Jahren starb.
Otto Leeser galt als Vertreter der naturwissenschaftlich-kritischen Richtung der Homöopathie in Deutschland.

## Schriften (Auswahl)
- Otto Leeser: Über Rheumatismus nodosus. Medizinische Dissertation, Friedrich-Wilhelms-Universität Berlin 1912
- Otto Leeser: Über Linien- und Flächenvergleichung. Philosophische Dissertation, Friedrich-Wilhelms-Universität Berlin 1915
- Otto Leeser: Grundlagen der Heilkunde: Lehrbuch der Homöotherapie. Konkordia A. G., Bühl 1923
- Otto Leeser: Lehrbuch der Homöopathie. Haug, Heidelberg
- Otto Leeser: Homöopathie und Biochemie. Reclam, Leipzig 1932
- Otto Leeser: Textbook of Homoeopathic Materia Medica. Boericke & Tafel 1935; Neuauflage B. Jain Publishers, 2000, ISBN 81-7021-278-2
- Otto Leeser: Homöopathie. Reclam, Stuttgart 1953